# Cabeus (cráter)

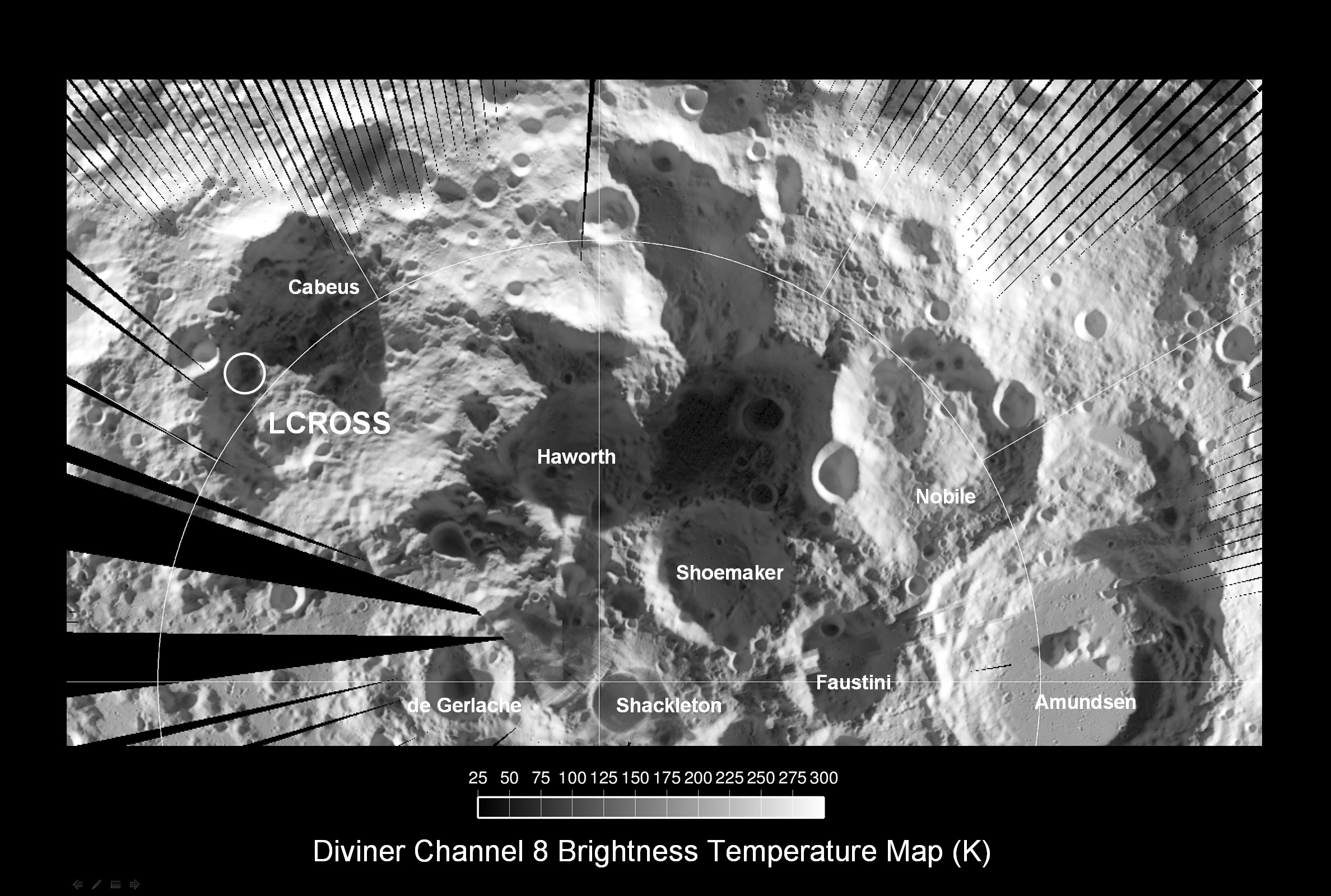
Cráter Cabeus (izquierda) en una imagen del instrumento Diviner del Lunar Reconnaissance Orbiter

Cabeus es un cráter de impacto lunar que se encuentra a unos 100 km del polo sur de la Luna. En este lugar el cráter se ve oblicuamente desde la Tierra, y se halla casi perpetuamente en la sombra debido a la falta de luz solar. Por lo tanto, no es fácilmente observable ni tan siquiera desde vehículos en órbita lunar. A través de un telescopio se aprecia que el cráter aparece cerca del extremo meridional de la Luna, al oeste del cráter Malapert y al sursudoeste de Newton.
Este cráter es una formación desgastada que ha sido deteriorada por impactos posteriores. El borde está erosionado y presenta un perfil desigual, con crestas prominentes en los extremos norte y sur. Un pequeño cráter atraviesa el borde del lado noreste, y otro cráter de unos 10 km de diámetro aparece en el suelo interior, próximo al borde en su lado oeste-suroeste. Cerca del centro de su plataforma presenta una pequeña cresta. El suelo del cráter tiene una profundidad media de 4 km, alcanzando los 60 km de diámetro. La pendiente de las paredes del cráter es de 10-15°.
Debido a la ubicación del cráter cerca del polo sur de la Luna, la parte principal del cráter está iluminada por el Sol durante solo el 25% de cada día lunar. Las paredes internas reciben iluminación durante el 30% de un día lunar, mientras que la parte del extremo occidental del cráter permanece permanente en la sombra.
El nombre del cráter Cabeus apareció por primera vez en el tratado Almagestum Novum (1651) de Giovanni Riccioli, quien lo eligió en memoria de Niccolò Cabeo. Sin embargo, la posición del cráter Cabeus coincidía con la ubicación más tarde asignada al cráter Newton. Finalmente, el nombre oficial y la ubicación de este cráter fueron aprobados por la 17.ª Comisión UAI, conforme a lo establecido en el trabajo  de 1935 Named Lunar Formations, compilado por Mary A. Blagg y Karl Müller.

## Detección de agua

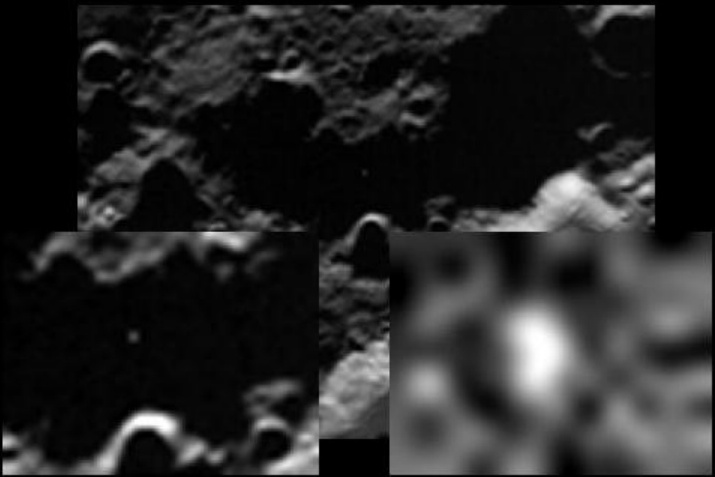
Resplandor del impacto del Centaur captado desde el LCROSS.

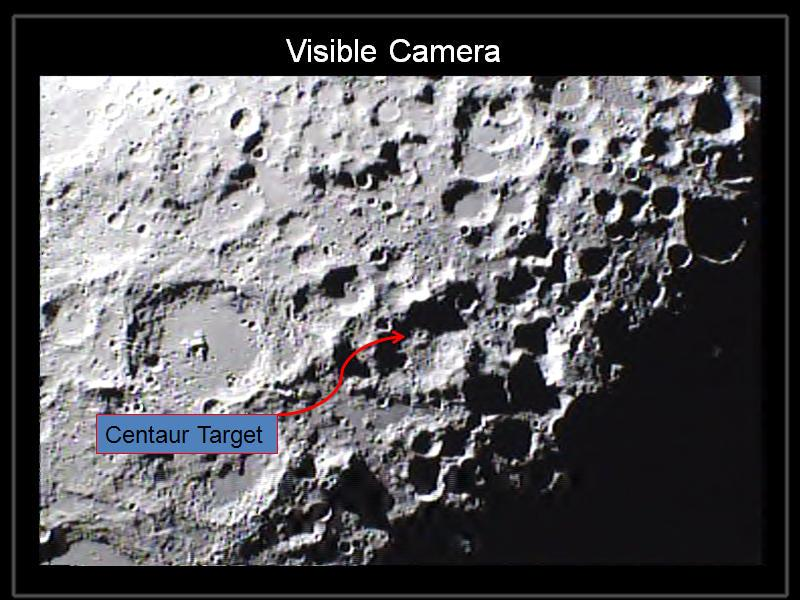
Zona de impacto del cohete Centaur en Cabeus.

La región del polo sur de la Luna fue examinada por la nave espacial Lunar Prospector y se detectó la presencia de trazas de hidrógeno. Las fuentes potenciales de este hidrógeno incluyen los depósitos de agua de impactos de cometas o meteoritos, el viento solar o a gases captados del exterior. Este cráter es lo suficientemente grande como para que la temperatura dentro de la región sombreada sea inferior a 100 K (-173 °C). Esto permitiría que el hielo de agua hubiera permanecido en o cerca de la superficie del cráter durante miles de millones de años sin sublimarse.

### LCROSS
La NASA puso en marcha el LCROSS el 18 de junio de 2009, incluyendo el impacto sobre la superficie del cráter de la nave espacial para buscar agua en el polo sur Lunar. El 28 de septiembre de 2009, Cabeus fue seleccionado como el lugar más adecuado para el punto de impacto de la misión LCROSS, cambiando el destino inicialmente previsto que iba a ser el cráter satélite Cabeus A. El cambio se hizo después de la revisión de los últimos datos recogidos por otras naves de exploración lunar, que indicaban que Cabeus presentaba una mayor concentración de hidrógeno que Cabeus A.
A las 11:31 UTC del 9 de octubre de 2009, Centaur, la etapa superior del cohete portador Atlas V impactó en Cabeus, seguido poco después por el impacto de la propia nave espacial LCROSS. Con el impacto del Centaur se pretendía elevar un penacho de material de la superficie lunar que debía ser analizado por los sensores llevados a bordo por la nave LCROSS, que atravesaría la columna de humo. Sin embargo, los penachos formados por los desechos fueron más pequeños de lo previsto, aunque las mediciones previas del penacho efectuadas por el espectrómetro del LCROSS sirvieron para confirmar en principio la presencia de agua en el cráter.

El análisis de las observaciones de la nube de humo apoya la presencia de agua en el regolito. La absorción en el infrarrojo cercano se puede atribuir a hielo y vapor de agua, mientras que las emisiones en el ultravioleta indican la presencia de radicales hidroxilo, que también son compatibles con la probabilidad de la presencia de agua. La cantidad total estimada de vapor de agua y el hielo en el penacho es de hasta 155 ± 12 kg, un 5.6 ± 2.9%  del total estimado de su masa. Se observaron las firmas espectrales de otros compuestos volátiles, como dióxido de carbono, hidrocarburos, y sulfuros.

## Cráteres satélite
Por convención estos elementos son identificados en los mapas lunares poniendo la letra en el lado del punto medio del cráter que está más cerca de Cabeus.

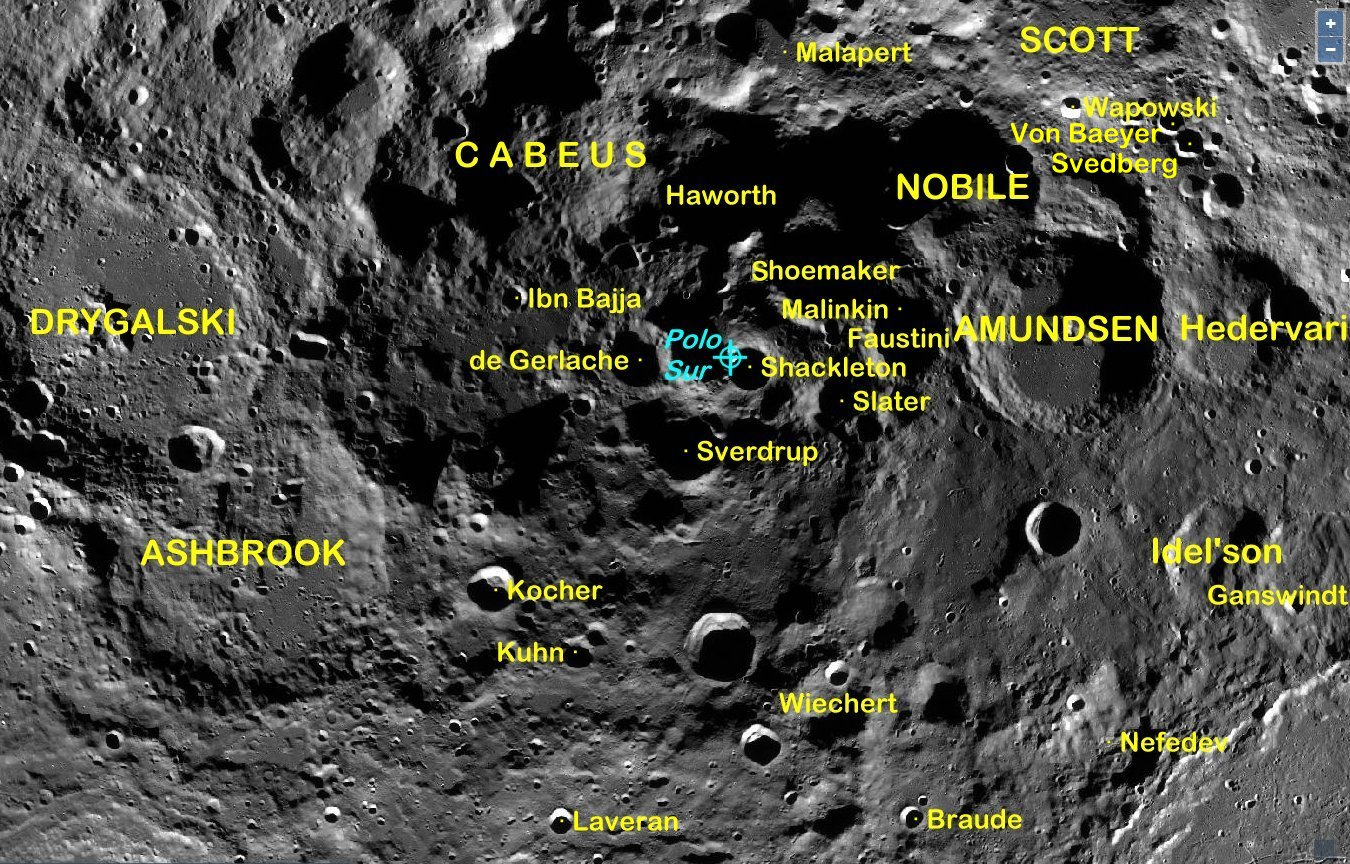
Entorno de Cabeus junto al Polo Sur de la Luna

|        | \| Cabeus \| Coordenadas \| Diámetro \| \| ------ \| ------------------------------ \| -------- \| \| A \| 82°12′S 39°06′O / -82.2, -39.1 \| 48 km \| \| B \| 82°24′S 53°00′O / -82.4, -53.0 \| 61 km \| |          |
| Cabeus | Coordenadas | Diámetro |
| A      | 82°12′S 39°06′O / -82.2, -39.1 | 48 km    |
| B      | 82°24′S 53°00′O / -82.4, -53.0 | 61 km    |